# Tun antiaerian Rheinmetall calibru 37 mm model 1939
Tunul antiaerian Rheinmetall, calibrul 37 mm, model 1939 a fost denumirea versiunii de export a seriei de tunuri antiaeriene germane FlaK 36/37. Firma Rheinmetall a acordat în 1938 uzinelor Astra din Brașov licența pentru fabricarea a 360 de tunuri de acest tip.

## Utilizare în România
Concernul german Rheinmetall a vândut licența pentru 360 de tunuri antiaeriene de calibrul 37 mm uzinelor Astra în anul 1938. Până în luna mai a anului 1941 fuseseră fabricate și livrate doar 102 de exemplare. În luna octombrie a anului 1942 rata de producție a tunurilor antiaeriene de 37 mm era de doar șase exemplare pe lună.